# Carlo Ginzburg
Carlo Ginzburg (Turín, 15 de abril de 1939) es un historiador italiano impulsor de la microhistoria.

## Biografía
Carlo Ginzburg nació en 1939 en Turín. Sus padres, la escritora italiana Natalia Ginzburg (1916-1991) y el intelectual Leone Ginzburg (1909-1944), eran luchadores por la libertad, lo que le costó la temprana muerte a Leone Ginzburg .
Se doctoró en Filosofía por la Universidad de Pisa en 1961. Entre 1988 y 2006 dio clases en la Universidad de Bolonia y en la Universidad de California en Los Ángeles; asimismo enseña ocasionalmente en la Scuola Normale Superiore di Pisa. Sus campos de interés van desde el Renacimiento italiano hasta la historia moderna de Europa. Sus contribuciones atañen a la historia antropológica, al arte, a la literatura y a la historiografía. Su punto de vista es muy original, erudito y provocador.
En 1979, Ginzburg hizo una petición al papa Juan Pablo II para que abriese los Archivos de la Inquisición. No logró respuesta, hasta que en 1991 un grupo de universitarios lograron acceso para revisar el material de los archivos. Estos se abrieron en enero de 1998 para investigadores bien calificados. En la decisión del Vaticano de abrir estos archivos, el cardenal Ratzinger (que más tarde se convirtió en el papa Benedicto XVI) atribuyó a la carta de Ginzburg un papel decisivo.
Sin embargo, su acción política más notoria fue la que produjo su brillante escrito Il giudice e lo storico. Considerazione in margine al processo Sofri (El juez y el historiador. Consideraciones al margen del proceso Sofri, 1991), donde expuso la injusticia del juicio al intelectual izquierdista Adriano Sofri, acusado de terrorismo con pruebas dudosas.
Por otra parte, Ginzburg —cuyos padres eran de origen judío— firmó en enero de 2007 una petición contra el proyecto de ley, presentado por el ministro de Justicia Clemente Mastella, que penalizaba a los negadores del Holocausto. Lo hizo con Paul Ginsborg, Marcello Flores, Sergio Luzzato, Claudio Pavone y Enzo Traverso. Argumentaban que la legislación de Italia era suficiente para enfrentarse con tales actos. La ley fue enmendada.

## Obra
| La historia depende de las preguntas que le hacemos. —Carlo Ginzburg |

Su obra más reconocida en español ha sido El queso y los gusanos (1976), que reconstruye la cosmogonía de Menoquio, un molinero campesino del norte de Italia, a partir de dos juicios que le hizo la Inquisición en 1583 y 1599, y elabora nuevas teorías interpretativas. También han tenido eco sus ensayos plurales de Mitos, emblemas e indicios: Morfología e historia, donde muestra la forma de analizar evidencias.[cita requerida]
En Historia nocturna (1989), profundiza sobre las raíces antropológicas de la narración a través de textos variados como sermones o tratados de demonología. Trata de mostrar el substrato de cultos chamánicos en Europa. En El juez y el historiador, además de defender a Sofri, reflexiona sobre los métodos que usa el historiador, comparándolos con los del juez. Así revisa las posiciones de Lucien Febvre y Marc Bloch, historiadores de la llamada Escuela de los Annales.[cita requerida]
En Il filo e le tracce (2006), aparecen historiadores, novelistas, inquisidores, eruditos, chamanes, o poetas. Habla de Montaigne, Voltaire, Stendhal, Auerbach, Kracauer, además, para reflexionar una vez más sobre el oficio de los historiadores y sus dificultades respecto a la verdad.[cita requerida]

## Lista de obras
- El queso y los gusanos: el cosmos de un molinero del siglo XVI. Barcelona: Muchnik, 1994. Edición original: Il formaggio e i vermi. Il cosmo di un mugnaio del '500, Turín, Einaudi, 1976.
- I benandanti, Turín, Einaudi,1966.
- Giocchi di pazienza, Turín, Einaudi, 1975, con Adriano Prosperi.
- Indagini du Piero, Turín, Einaudi, 1985 (y 2000).
- Mitos, Emblemas e Indicios: Morfología e historia, Barcelona, Gedisa, 1994. Or. Miti emblemi spie, Turín, Einaudi,1986.
- Historia nocturna, Barcelona, Muchnik, 1991. Or, Storia notturna: Una decifrazione del Sabba, Turín, Einaudi, 1989.
- Occhiacci di legno, Milán, Feltrinelli, 1998.
- El juez y el historiador, Barcelona, Muchnik, 1993. Or. Il giudice e la storico, Turín, Einaudi, 1991; nueva ed. en Milán, Feltrinelli, 2006.
- History, Rhetoric, and Proof. The Menachem Stern Jerusalem Lectures, Londres y Hanover, 1999.
- Das Schwert und die Glühbirne. Eine neue Lektüre von Picassos Guernica, Fráncfort del Meno, 1999.
- Rapporti di forza, Milán, Feltrinelli, 2001.
- No Island is an Island. Four Glances at English Literature in a World Perspective, Nueva York, 2000. Luego, Nesuna isola é un' isola, Milán, Feltrinelli, 2002.
- Un diálogo, Milán, Feltrinelli, 2003, con Vittorio Foa.
- Il filo e le tracce, Milán, Feltrinelli, 2006.
- Artículos en Past and Present, Annales, Quaderni storici, Rivista storica italiana, Critical Inquiry, Elementa etc.
- «Latitude, Slaves and the Bible: An Experiment in Microhistory», artículo de Carlo Ginzburg.